# Alue (Tanah Luas)
Alue is een bestuurslaag in het regentschap Aceh Utara van de provincie Atjeh, Indonesië. Alue telt 579 inwoners (volkstelling 2010).